# Milton (Massachusetts)
Milton er en by (town) i Norfolk County i delstaten Massachusetts i USA. Milton ligger mellem Neponset River og State park Blue Hills (nationalpark).
Milton havde 28.630 indbyggere i år 2020. Den tidligere amerikanske præsident George H.W. Bush blev født i Milton. Byens historie går tillbage til 1634, hvor en jordbruger slog sig ned på stedet. Byens navn stammer fra Milton Abbey i Dorset, England. Milton er det byområde, hvor der er den største procentvise andel af irske efterkommere i USA.